# Voltio (álbum)
Voltio es el segundo álbum de estudio del cantante de reguetón Julio Voltio. En este CD podemos encontrar colaboraciones de Calle 13, Notch, Zion, Tego Calderón y Maestro.

## Lista de canciones
| N.º   | Título                                                                       | Duración |  |
| 1.    | «Intro»                                                                      | 3:05     |  |
| 2.    | «Chulin culin chunfly» (con Residente Calle 13)                              | 4:35     |  |
| 3.    | «Chévere» (con Notch)                                                        | 3:45     |  |
| 4.    | «Dame de eso»                                                                | 3:26     |  |
| 5.    | «No vamos a parar» (con Zion)                                                | 3:42     |  |
| 6.    | «La culebra»                                                                 | 3:11     |  |
| 7.    | «Maleante de cartón»                                                         | 4:18     |  |
| 8.    | «Bombón»                                                                     | 3:09     |  |
| 9.    | «Julito Maraña» (con Tego Calderón)                                          | 3:24     |  |
| 10.   | «Matando la liga»                                                            | 3:21     |  |
| 11.   | «Bumper»                                                                     | 3:32     |  |
| 12.   | «Un dedo»                                                                    | 3:39     |  |
| 13.   | «Voltio» (con Maestro)                                                       | 3:51     |  |
| 14.   | «Chulin culin chunfly (Street Mix)» (con Residente Calle 13 y Three 6 Mafia) | 3:41     |  |
| 50:39 |                                                                              |          |  |

## Posicionamiento en listas
| Listas (2006)                           | Mejor posición |
| --------------------------------------- | -------------- |
| Estados Unidos (Heatseekers Albums)     | 17             |
| Estados Unidos (Latin Rhythm Albums)    | 8              |
| Estados Unidos (Top Latin Albums)       | 15             |
| Estados Unidos (Top R&B/Hip-Hop Albums) | 98             |

| Listas (2006)                        | Posición |
| ------------------------------------ | -------- |
| Estados Unidos (Latin Rhythm Albums) | 17       |